# 1847 aux États-Unis
Pour des articles plus généraux, voir Chronologie des États-Unis et 1847.
Chronologie des États-Unis
- 1843
- 1844
- 1845
- 1846
- 1847
- 1848
- 1849
- 1850
- 1851

Cette page concerne des événements d'actualité qui se sont produits durant l'année 1847 du calendrier grégorien aux États-Unis.

## Gouvernement
- Président : James Knox Polk Démocrate
- Vice-président : George Mifflin Dallas Démocrate
- Secrétaire d'État : James Buchanan Démocrate
- Chambre des représentants - Président : John Wesley Davis Démocrate jusqu'au 4 mars Robert Charles Winthrop (Whig) à partir du 6 décembre

## Événements

### Janvier
- 4 janvier : Samuel Colt vend des colt Walker modèle 1847 à l'armée américaine pour la première fois.
- 13 janvier : Guerre américano-mexicaine : Traité de Cahuenga[1] : Il met fin aux hostilités entre les armées mexicaine et américaine en Haute-Californie. Ce n'est pas un traité formel entre nations mais un accord entre les forces militaires rivales dans lesquelles les Californios ont abandonné le combat.
- 16 janvier : John Charles Frémont devient le gouverneur de la Californie mais, à la suite d'une opposition avec le général Kearny il est traduit en conseil de guerre au mois d'août et démissionne de l'armée.
- 30 janvier : Yerba Buena est renommé San Francisco.

### Février
- 22-23 février :

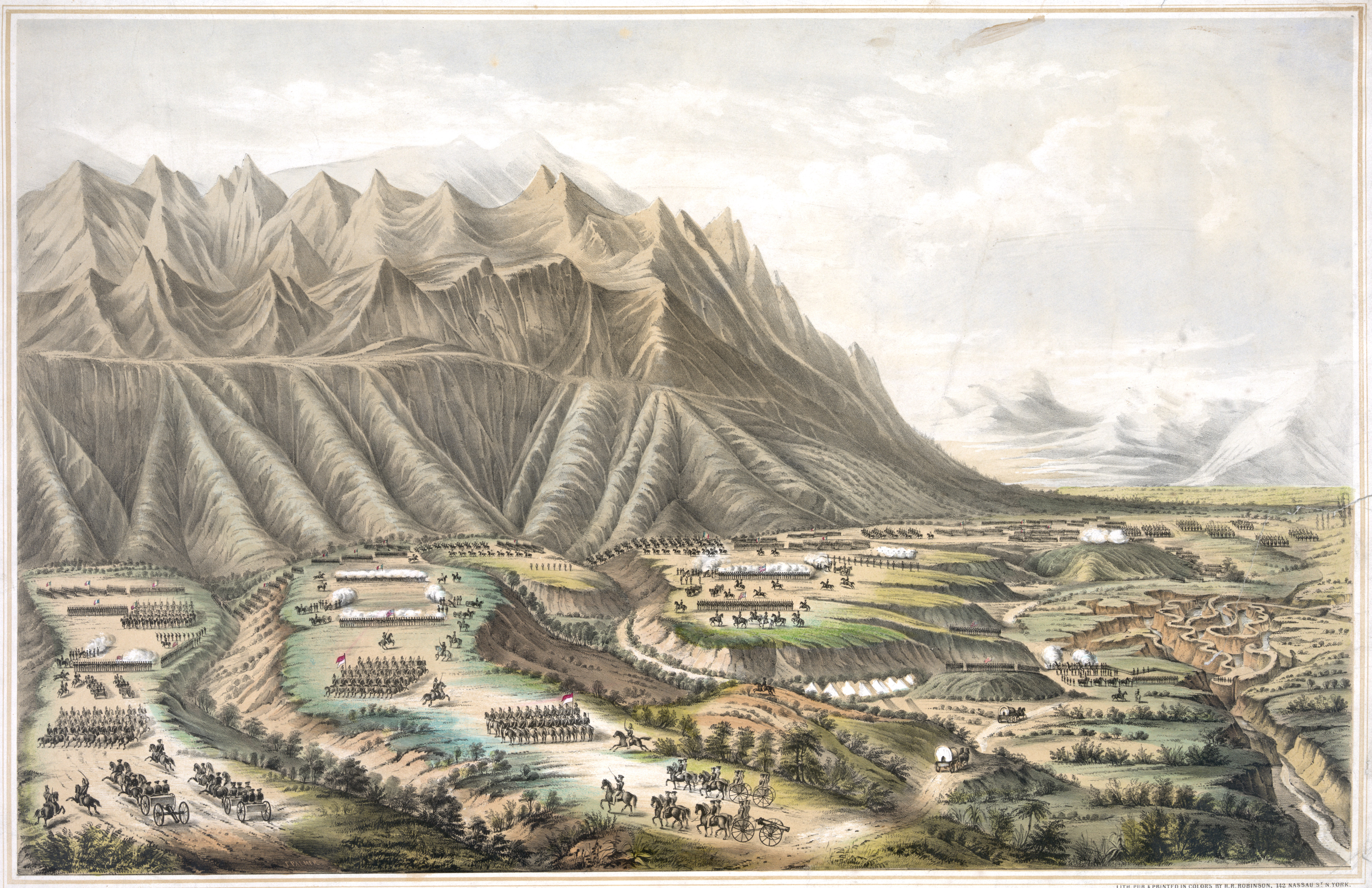
22-23 février : Bataille de Buena Vista

  - Guerre américano-mexicaine : Bataille de Buena Vista. Le général Zachary Taylor bat les troupes mexicaines du général Antonio López de Santa Anna dans un combat acharné.
  - Guerre américano-mexicaine : Stephen W. Kearny occupe le Nouveau-Mexique, puis avance en Californie qu’il aide à occuper. Le Mexique refuse de capituler. Les États-Unis envoient alors une expédition pour prendre Mexico.

### Mars

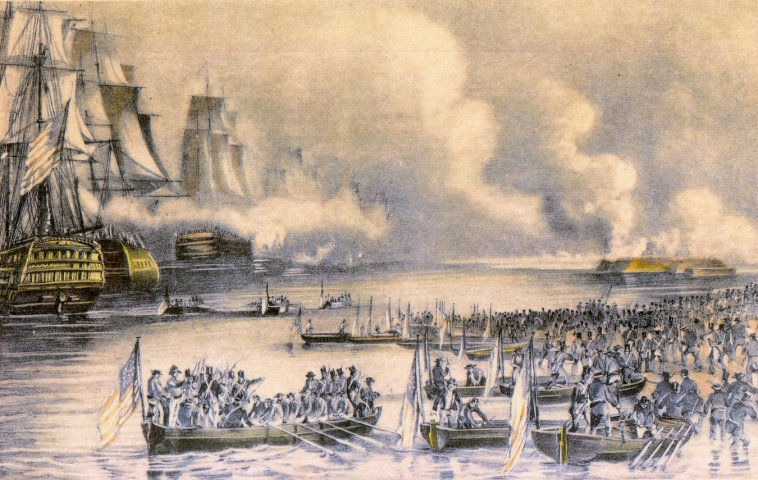
9 mars : Débarquement de Veracruz

- Mars : Guerre américano-mexicaine : L’armée américaine compte un millier de déserteurs (9207 au total pendant la guerre). Les pertes humaines seront estimées à 20 % des soldats, morts de maladie ou dans les combats.
- 1er mars : l’état du Michigan abolit la peine de mort.
- 7 mars :  les survivants de l'Expédition Donner, un convoi de 87 colons bloqués par la neige dans la Sierra Nevada en novembre 1846, sont secourus au Fort Sutter[2].
- 9 mars : Guerre américano-mexicaine : Siège de Veracruz : Le siège de Veracruz se déroule durant la guerre américano-mexicaine, du 9 au 29 mars 1847 autour du port et de la ville de Veracruz au Mexique. Il commence par le premier débarquement à large échelle de l'histoire, conduit par les forces armées des États-Unis.
- 13 mars : Le District de Columbia rétrocède les terres au sud du Potomac à la Virginie. Le Congrès vota la rétrocession le 9 juillet 1846 et la Virginie prit possession du territoire à cette date[3].
- 29 mars : Guerre américano-mexicaine : Prise de Veracruz par le général Winfield Scott, qui marche sur Mexico. Il bat les Mexicains à Cerro Gordo, Contreras et Churubusco. Il prend Casa Mata et Molino del Rey, puis marche sur la colline de Chapultepec, le verrou de Mexico, qui tombe en septembre.

### Avril
- 18 avril : Guerre américano-mexicaine : Bataille de Cerro Gordo : À Cerro Gordo[4] dans l'État de Veracruz au Mexique. L'armée américaine, forte de 8 500 hommes, commandée par le Général Winfield Scott est opposée à l'armée mexicaine, forte de 12 000 hommes, commandée par le Général Antonio López de Santa Anna. Elle se conclut par une lourde défaite de Santa Anna et de ses troupes.

### Mai
- 7 mai : Fondation de l'Association médicale américaine à Philadelphie.

### Juin
- 10 juin : Première publication du Chicago Tribune.

### Juillet
- 1er juillet : Les États-Unis émettent leurs premiers timbres-poste, à l'effigie de George Washington et Benjamin Franklin.
- 24 juillet : Après 17 mois de voyage, Brigham Young mène 148 pionniers mormons dans la vallée de Salt Lake, ayant pour résultat l'établissement de Salt Lake City.

### Août

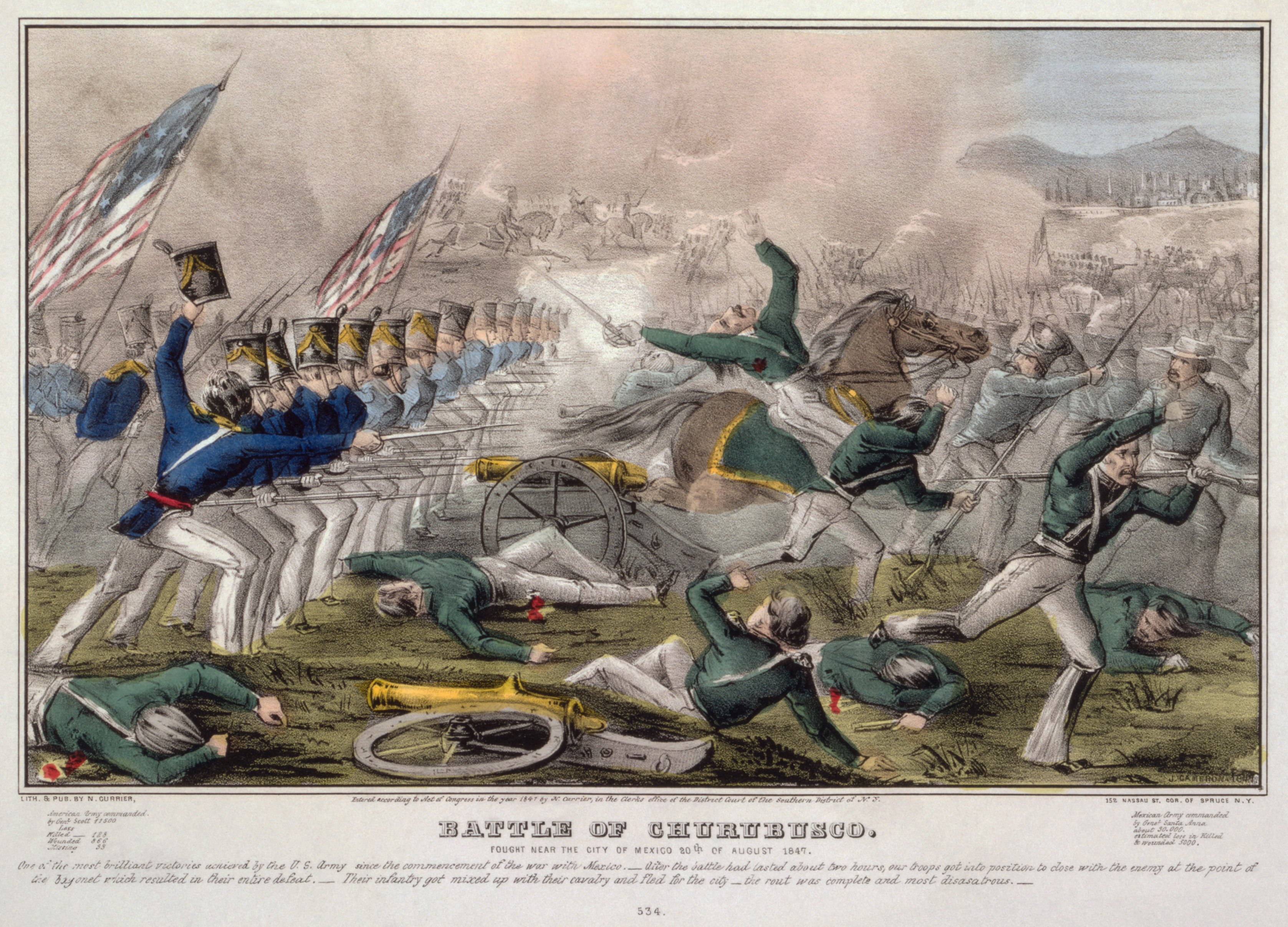
20 août :Bataille de Churubusco

- 12 août : Guerre américano-mexicaine : Les troupes américaines du Général Winfield Scott commencent à avancer le long de l'aqueduc aux environs des lacs Chalco et Xochimilco au Mexique.
- 15 août : Guerre américano-mexicaine : Mutinerie de volontaires dans le nord du Mexique. Les rebelles sont graciés pour permettre le retour au calme.
- 19-20 août : Guerre américano-mexicaine : Bataille de Contreras : À Contreras, l'un des arrondissements de Mexico. Elle oppose l'armée américaine, forte de 8 500 hommes, commandée par le Général Winfield Scott à l'armée mexicaine, forte de 20 000 hommes, commandée par les généraux Antonio López de Santa Anna et Gabriel Valencia. Elle se conclut par une victoire des États-Unis.
- 20 août : Guerre américano-mexicaine : Bataille de Churubusco: À Churubusco, une localité fortifiée à 10 km au sud de Mexico. L'armée américaine, forte de 8 400 hommes, commandée par le Général Winfield Scott est opposée à  une armée mexicaine, forte de 2 600 hommes, commandée par les généraux Antonio López de Santa Anna et Manuel Rincón. Elle se conclut par la victoire des États-Unis.

### Septembre

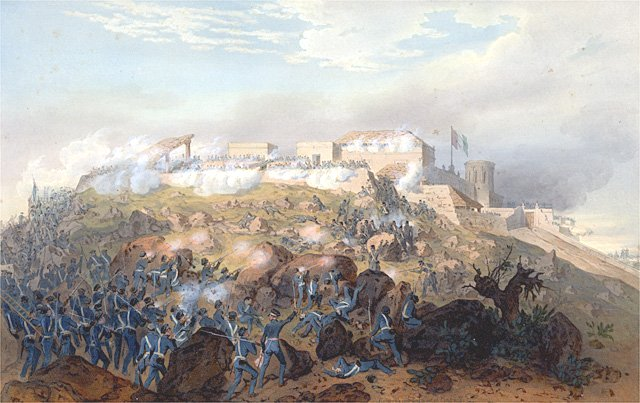
12-13 septembre : Bataille de Chapultepec.

- 8 septembre : Guerre américano-mexicaine : Bataille de Molino del Rey : Au Molino del Rey[5], à 4 km de Mexico au pied de la colline de Chapultepec. Elle se conclut par la victoire des États-Unis.
- 12-13 septembre : Guerre américano-mexicaine : Prise de la colline de Chapultepec, au Sud-Ouest de Mexico, par les troupes des États-Unis. Santa Anna fait retraite jusqu’à Huamantla, où a lieu une autre bataille qui l’oblige à s’enfuir de nouveau.
- 14 septembre-12 octobre : Guerre américano-mexicaine : Le Siège de Puebla par les forces du Général mexicain Joaquín Rea dure 28 jours jusqu'à ce que des renforts du Major-général américain Joseph Lane puissent lever le siège.
- 15 septembre : Guerre américano-mexicaine : Chute de Mexico.

### Octobre
- 9 octobre : Guerre américano-mexicaine : Bataille de Huamantla : À Huamantla, entre les troupes mexicaines, dirigées par le Général Santa Anna et celles du Général Joseph Lane envoyées pour renforcer les troupes américaines de Puebla assiégées par les Mexicains. La victoire des troupes américaines lors de cette bataille permit de lever le siège de Puebla.
- 31 octobre : Fondation de la fraternité sociale Theta Delta Chi à l'Union College à Schenectady, (État de New York).

### Novembre
- 29 novembre : Massacre de Whitman : Assassinat des missionnaires américains Marcus Whitman, son épouse Narcissa Whitman, ainsi que douze autres personnes dans l'Oregon Country. Ils ont été tués par des amérindiens Cayuse et Umatilla, marquant le début de la guerre Cayuse.

## Sans date précise
- Alexander Hunter Murray de la Compagnie de la Baie d'Hudson fonde Fort Yukon en Alaska, alors territoire russe.
- Lucy Stone donne des conférences sur le droit des femmes dans une église de Gardner (Massachusetts).
- Le North Star, journal publié à Rochester, aux États-Unis, par l’abolitionniste noir Frederick Douglass.
- La première femme astronome américaine Maria Mitchell découvre une nouvelle comète.
- Création de la Milwaukee and Waukesha Railroad ancien chemin de fer américain de classe I.
- Création de la Newcastle Foundry and Machine Manufactory futur Massey Ferguson.

## Naissances
- 11 février : Thomas Edison, inventeur américain († 18 octobre 1931).
- 19 mars : Albert Pinkham Ryder, († 28 mars 1917), était un peintre américain connu pour ses toiles allégoriques et ses marines.
- 10 avril : Joseph Pulitzer, (né à Makó, Hongrie - † 29 octobre 1911 à Charleston (Caroline du Sud)) est un homme de presse. Il fonde notamment The New York World et est le concurrent de William Randolph Hearst. En 1904, il crée le prix Pulitzer, un très prestigieux prix littéraire, attribué annuellement depuis 1917 (récompensant des œuvres dans les domaines du journalisme, de la littérature et de la musique classique, parmi des personnalités uniquement américaines).
- 8 juin : Ida Saxton McKinley, (décédée le 26 mai 1907, fut la « première dame » des États-Unis du 4 mars 1897 au 14 septembre 1901.
- 24 août : Charles Follen McKim († 14 septembre 1909)
- 5 septembre : Jesse James, († 1882) célèbre hors-la-loi américain.
- 10 novembre : Frederick Arthur Bridgman, († 13 janvier 1928) était un peintre américain né à Tuskegee (Alabama). Il fut l'un des peintres orientalistes les plus connus aux États-Unis.

## Décès
- 19 janvier : Charles Bent, (né en 1799), a été le premier gouverneur du Territoire du Nouveau-Mexique. Il a été assassiné durant une rébellion organisée par des Hispaniques et des Amérindiens de Taos.

#### Articles généraux
- Histoire des États-Unis de 1776 à 1865
- Évolution territoriale des États-Unis
- Guerre américano-mexicaine

#### Articles sur l'année 1847 aux États-Unis
- Drapeau des États-Unis
- Bataille de Buena Vista
- Bataille de Cerro Gordo
- Bataille de Chapultepec
- Bataille de Churubusco
- Bataille de Contreras
- Bataille de Huamantla
- Bataille de Mexico
- Bataille de Molino del Rey
- Massacre de Whitman
- Siège de Puebla (1847)
- Siège de Veracruz (1847)
- Traité de Cahuenga